# ادوارد الما
ادوارد آلما (استونیایی: Eduard Eelma); ۷ آوریل ۱۹۰۲ – ۱۶ نوامبر ۱۹۴۱) بازیکن فوتبال اهل استونی بود.
وی به همراه تیم ملی فوتبال استونی در بازی‌های المپیک تابستانی ۱۹۲۴ شرکت کرده است.